# Zajednica utemeljitelja HDZ-a "Dr. Franjo Tuđman"
Zajednica utemeljitelja HDZ-a "Dr. Franjo Tuđman" je zasebni oblik organiziranja koja okuplja članove Hrvatske demokratske zajednice iz razdoblja osnivanja i izgradnje stranke do 20. travnja 1990. godine koji žele pridonositi očuvanju jedinstva HDZ-a i jačanju njezine društvene uloge na izvornim principima utemeljitelja prvog predsjednika HDZ-a dr. Franje Tuđmana. Predsjednik zajednice je Ivica Tafra. Splićanin izabran za prvog čovjeka važne HDZ-ove organizacije. Okupili su se svi najvažniji članovi stranke...

## Osnivanje kluba utemeljitelja
Osnovana je 25. ožujka 2000. godine u zagrebačkom hotelu "Internacional" kao odgovor na krizno stanje HDZ-a nakon izgubljenih izbora za Hrvatski sabor 3. siječnja 2000. Osnivanje kluba uslijedilo je bez odobrenja tadašnjeg Predsjedništva HDZ-a. Predsjednik Inicijativnog odbora bio je Frane Vinko Golem. Na tom skupu je sudjelovalo 500 utemeljitelja, a za prvog predsjednika izabran je Đuro Perica. U Predsjedništvo izabrani su Frane Vinko Golem, Ivan Bobetko, Petar Šale, Jure Ivančić, Marko Turić, Muhamed Zulić, Vedran Černi, Dražen Bobinac, Ivanka Zorić, Miro Barišić i Branimir Glavaš.

## Uvjeti stjecanje članstva utemeljitelja
Uvjet za stjecanje članstva utemeljitelja jest da se osoba učlanila u HDZ do održavanja prvog kruga prvih demokratskih i višestranačkih izbora za Sabor Republike Hrvatske 20. travnja 1990. godine. Organizacija broji oko 6000 članova.

## Položaj Zajednice u HDZ-u
Unutar HDZ-a ima status zajednice, a njen predsjednik po položaju je član Predsjedništva HDZ-a. Zajednica ustrojena je na nacionalnoj, županijskoj i gradskoj razini. Prvobitno organizacija se zvala Klub utemeljitelja, a naziv Zajednice dobila promjenom statuta na Općem saboru HDZ-a 2016. godine.